# Mary Wacera
Mercy Wacera Ngugi (17 december 1988) is een Keniaanse atlete, die is gespecialiseerd in de lange afstand. Ze werd eenmaal Keniaans kampioene op de 5000 m. Met een persoonlijk record van 1:06.29 op de halve marathon en 31.28 op de 10 km behoort ze tot de snelste atletes ter wereld.

## Biografie

### Jeugd
Haar internationale doorbraak beleefde ze in 2006 op de 5000 m bij de wereldjeugdkampioenschappen in Peking. Met een tijd van 15.36,82 won ze een bronzen medaille. Een jaar later won ze een gouden medaille op ditzelfde onderdeel bij de Afrikaanse jeugdkampioenschappen.

### Senioren
Sinds 2012 legt ze zich toe op het lopen van wegwedstrijden. Ze won dat jaar verschillende wegwedstrijden, zoals halve marathon van Moita en de halve marathon van Saint Denis. In 2014 werd ze Keniaanse kampioene op de 5000 m en won ze een zilveren medaille op het wereldkampioenschap halve marathon in Cardiff. Ze streek hiermee $ 20.000 aan prijzengeld op. Haar finishtijd van 1:07.44 werd dat jaar alleen onder boden door haar landgenote Gladys Cherono in 1:07.29.
Later won ze ook de World's Best 10K (2014, 2016), de Utica Boilermaker (2014, 2015) en de halve marathon van Boston (2015). Haar persoonlijk record van 1:06.29 op de halve marathon liep ze bij de halve marathon van Houston waarmee ze de wedstrijd won in januari 2016. Naast $ 20.000 voor de overwinning ontving ze toen ook $ 15.000 bonus voor het parcoursrecord dat ze verbeterde. Deze tijd was op dat moment tevens de snelste ooit op Amerikaanse bodem gelopen.
In december 2009 trouwde ze met de Keniaanse langeafstandsloper Samuel Wanjiru.

## Titels
- Keniaans kampioene 5000 m - 2014
- Afrikaanse jeugdkampioene 5000 m - 2007

## Persoonlijke records
| Onderdeel      | Prestatie | Datum           | Plaats              |
| -------------- | --------- | --------------- | ------------------- |
| 3000 m         | 8.55,89   | 11 juni 2009    | Montreuil-sous-Bois |
| 5000 m         | 15.20,30  | 17 juni 2009    | Ostrava             |
| 10 km          | 31.28     | 28 oktober 2012 | Monterau            |
| 15 km          | 47.24     | 17 januari 2016 | Houston             |
| 20 km          | 1:03.09   | 17 januari 2016 | Houston             |
| halve marathon | 1:06.29   | 17 januari 2016 | Houston             |

## Palmares

### 5000 m
- 2006:  WK junioren - 15.36,82
- 2007:  Afrikaanse jeugdkamp. - 15.50,55
- 2013:  Keniaanse kamp. in Nairobi - 16.03,7

### 10 km
- 2012:  Les Foulees Monterelaises in Montereau - 31.28
- 2012:  Carrera Popular de Negreira - 33.44
- 2014:  World's Best 10K in San Juan - 32.06
- 2014:  Healthy Kidney in New York - 31.52
- 2015:  Okpekpe Road Race - 34.31
- 2015:  BAA in Boston - 32.07
- 2016:  World's Best 10K in San Juan - 31.49
- 2016:  UAE Healthy Kidney in New York - 31.51
- 2016: 4e BAA in Boston - 32.03
- 2017:  World's Best 10K in San Juan - 31.41

### 15 km
- 2014:  Utica Boilermaker - 50.14
- 2015:  Utica Boilermaker - 48.49
- 2016:  Utica Boilermaker - 49.54
- 2017:  Utica Boilermaker - 49.18

### halve marathon
- 2012:  halve marathon van Moita - 1:13.43
- 2012:  halve marathon van Saint Denis - 1:10.54
- 2013:  halve marathon van New Orleans - 1:10.32
- 2013:  halve marathon van Nice - 1:13.21
- 2014:  WK in Kopenhagen - 1:07.44
- 2015: 5e halve marathon van Luanda - 1:10.34
- 2015:  halve marathon van Boston - 1:10.21
- 2016:  halve marathon van Houston - 1:06.29
- 2016:  WK in Cardiff - 1:07.54
- 2016: 6e Halve marathon van New Delhi - 1:09.06
- 2017:  halve marathon van Houston - 1:08.38
- 2017:  halve marathon van Lissabon - 1:09.53
- 2018:  halve marathon van Houston - 1:06.50
- 2019:  halve marathon van New York - 1:11.07

### marathon
- 2022: 7e Marathon van Londen - 2:20.22
- 2024: 6e Boston Marathon - 2:24.24